# 1981-es ausztrál–új-zélandi krikettincidens

Trevor Chappell alsó dobása

Az 1981-es ausztrál–új-zélandi krikettincidens a krikett történetének egyik legnagyobb botránya volt. Egyetlen, az akkori szabályok szerint szabályos, ám rendkívül sportszerűtlen dobás okozta, és mivel a sportszerűség igen fontos a krikettben, ezért az eset nagy port kavart. A második játékmenet utolsó dobása előtt Ausztrália válogatottja vezetett 6 ponttal, így Új-Zélandnak lényegében az egyetlen esélye az egyenlítésre egy hatpontos ütés lett volna, de az ausztrál dobó, Trevor Chappell (a csapatkapitány utasítására) „normál” dobás helyett alulról dobva a földön gurította a labdát az ütőjátékos felé, így pedig fizikai képtelenség volt hatpontost ütni. Az eset nyomán szabálymódosításra is sor került: korlátozott játszmaszámú mérkőzéseken megtiltották az alulról történő dobásokat.

## A mérkőzés és az incidens
A mérkőzésre a melbourne-i krikettstadionban, a 125 000 dollár díjazású Benson & Hedges World Series Cup nevű tornán került sor, amelynek döntőjében Ausztrália és Új-Zéland mérkőzött meg egynapos nemzetközi versenyformátumú mérkőzéseken, amelyeket addig folytattak, amíg az egyik fél három győzelmet nem szerez. Az incidens a harmadik összecsapáson, 1981. február 1-én történt. Az első mérkőzést Új-Zéland, a másodikat Ausztrália nyerte, így az itteni győztes 2–1-es előnybe kerülhetett.
Már a mérkőzés közben is volt egy vitatott eset: Új-Zélandon volt a sor dobásban, az ütőjátékos az ausztrál kapitány, Greg Chappell volt, akinek elütött labdáját Martin Snedden még a földre érkezés előtt elkapta. Bár televíziós felvételek elemzésével egyértelmű volt, hogy az elkapás szabályos volt, így Chappellnek ki kellett volna esnie, ám Peter Cronin játékvezető (a másik bíróval, Don Weserrel való konzultáció után) nem így ítélte meg, és Chappell maradhatott a pályán. Sokan úgy gondolták, a sportszerűség értelmében Chappellnek el kellett volna fogadnia Snedden állítását, miszerint az elkapás érvényes, ám Chappell a játékvezetőre bízta a döntést, aki végül neki kedvezett.
A mérkőzés utolsó játszmájának utolsó dobását az ausztrál Trevor Chappell végezhette. Ausztrália eredménye 235–4 volt, Új-Zéland pedig 229–8-cal éppen 6 pont hátrányban volt, így az egyenlítésre lényegében csak úgy lett volna esélye, ha a Chappellel szemben álló új-zélandi ütőjátékosnak, Brian McKechnie-nek sikerült volna kiütnie a pályáról a labdát, ilyen módon hat pontot szerezve. Hogy ez lehetetlen legyen, Greg Chappell kapitány arra utasította öccsét, Trevort, hogy alulról dobva, a földön gurítva juttassa a labdát az ellenfél irányába. Bár a dobás szabályos volt, rendkívüli sportszerűtlenségnek számított. A szándékról a kapitány előre tájékoztatta Weser játékvezetőt, majd az információt megkapta McKehnie és a másik ütős, Bruce Edgar is. A dobás után McKechnie megállította a labdát a kapu előtt, majd csalódottan elindult oldalra, ütőjét elhajítva. Az 52 990 néző jó része felhördült, a kommentátor többször is „csalódást keltőnek” nevezte az esetet. Ausztrália 6 ponttal nyert.
A következő, negyedik mérkőzésen amikor Greg Chappell következett soron ütősként, a pálya közepéig tartó útja alatt a közönség végig pfujolta. Végül azonban az általa szerzett 87 pontnak köszönhetően Ausztrália megnyerte a negyedik mérkőzést, így 3–1-re a tornát is.

## Reakciók, az eset utóélete
Már a mérkőzés másnapján az ausztrál The Age című lap úgy vélekedett, a történtek beláthatatlan károkat okoztak Ausztrália imázsán.
Trevor Chappell az eset után úgy nyilatkozott, hogy annak ellenére, hogy dobása a játék szellemiségével összeegyeztethetetlen cselekedet volt, abban a pillanatban elég jó ötletnek tűnt. A kapitány bevallotta, nem gondolta, hogy milyen rosszul fog lejönni a döntése. Elmesélte viszont, hogy a mérkőzés után egy kislány odafutott hozzá, megrángatta ruhájának ujját, és azt mondta neki: „Csaltál!” – ekkor tudatosult benne, hogy nagyobb súlyú eset történt, mint kezdetben hitte. Viszont kifejtette azt is, hogy a vitatott dobásnak nem volt nagy szerepe a győzelemben, szerinte úgysem ütöttek volna éppen akkor hatpontost az új-zélandiak rendes dobásból sem. McKehnie szerint Chappell nyomás alatt volt, még a pályát is el akarta hagyni játék közben; kapitánytól szokatlan módon mezőnyjátékosként pályaszél-közeli pozícióban állt.
Megszólalt az ügyben Új-Zéland miniszterelnöke, Robert Muldoon is, aki kijelentette, hogy nem emlékszik ennél gusztustalanabb incidensre a krikett történetében, és hogy szerinte ez a valódi gyávaság megnyilvánulása volt. Mint mondta, éppen illett az ausztrál csapathoz a sárga sportruházat (egyes kultúrákban a sárga színt a gyávasággal társítják). Még Ausztrália miniszterelnöke Malcolm Fraser is elismerte, hogy az eset szemben állt a játék hagyományaival. 25 évvel később azonban McKehnie úgy emlékezett vissza, hogy egy-két órával a mérkőzés után, amikor már lezuhanyoztak és visszatértek a szállodába, egymás között már csak viccelődtek a történteken, például megpróbáltak eljárásokat kidolgozni, hogyan lehet hatpontost ütni egy alsó dobásból. Közel 30 évvel az eset után Tony Greig, az angol válogatott egykori játékosa McKehnie-ről nyilatkozott megvetően: szerinte gyalázatos, hogy az ütőjátékos meg sem próbálta a hatpontos ütést. Greig szerint ők Angliában évekig gyakorolták az ilyen eseteket, mert tudták, hogy egyszer még szükség lehet rá.
Az esetet az emberek évtizedeken keresztül sokszor felemlegették. Trevor Chappell bevallotta, hogy már nagyon elege lett abból, hogy folyton szembesítik vele őt is, de egy idő után rájött, hogy jobb, ha megtanul vele együtt élni, és nem izgatja fel magát túlzottan. Greg Chappell elmesélte, hogy saját hazájában több inzultus érte az eset miatt, mint a sérelmet elszenvedett országban, Új-Zélandon.
2005-ben egy nemzetközi Húsz20-as ausztrál–új-zélandi mérkőzésen Glenn McGrath ausztrál dobó az 1981-es eseményeket felidézve (viccből) utánozni kezdte a hírhedt alsó dobást, végül persze nem dobta el a labdát. Ezt előzetesen megbeszélte a játékvezetővel is, aki a dobás után, szintén viccből, egy (a krikettben egyébként nem használt) piros lapot mutatott fel McGrathnek.
A krikett szempontjából legfontosabb következménye az lett az 1981-es esetnek, hogy a Nemzetközi Krikett-tanács megváltoztatta a szabályt, és ezentúl az ilyen egynapos nemzetközi mérkőzéseken (amikor korlátozott a dobások száma) már érvénytelenek az alsó dobások.